# 津田明日香
津田 明日香（つだ あすか、1995年8月31日 - ）は、兵庫県三木市出身のフリーアナウンサー。

## 来歴
兵庫県立小野高等学校出身。放送部に所属し、NHK杯全国高校放送コンテスト第60回大会朗読部門・創作テレビドラマ部門の本戦に出場し、朗読部門では準優勝になった経験を持つ。
立命館大学文学部卒業後、2018年にラジオ関西22年ぶりの局アナ採用として同社に入社する。同期入社は、春名優輝。
2022年（令和4年）3月31日をもってラジオ関西を退職。フリーアナウンサーとして活動している。今後、活動の本拠を東京に移すことにしている。
2024年より、母校である立命館大学の非常勤講師を務める。

## 過去の担当番組
2022年1月現在
- PUSH!（水曜担当）
- 歌声は風にのって（水曜・木曜担当）
- 歌のない歌謡曲（木曜・金曜担当）
- ネイビーズアフロのレディGO!HYOGO